# The Tie of the Blood
Pour plus de détails, voir Fiche technique et Distribution.
The Tie of the Blood est un film muet américain réalisé par Lem B. Parker et sorti en 1913.

## Fiche technique
- Titre : The Tie of the Blood
- Réalisation : Lem B. Parker
- Scénario : Hampton Del Ruth
- Producteur :  William Selig
- Société de production : Selig Polyscope Company
- Société de distribution : General Film Company
- Pays d'origine :  États-Unis
- Langue : Anglais
- Format : Noir et blanc — 35 mm — 1,33:1 — Muet
- Genre : Film dramatique
- Durée : 10 minutes
- Dates de sortie : 
  -  États-Unis : 17 avril 1913

## Distribution
- Harold Lockwood : Deer Foot, fils de Setting Sun
- Amy Trask : Red Wing, fille de Big Eagle
- Al Ernest Garcia : Mathews, un métis
- Henry Otto : Big Eagle, Chef de la tribu des Osage
- Al W. Filson :